# Rede Europeia de Documentação e Informação sobre a América Latina
A Rede Europeia Rede Europeia de Documentação e Informação Sobre a América Latina (REDIAL) é uma associação composta por bibliotecas e centros de documentação sobre a América Latina com membros dos seguintes países europeus: Alemanha, Espanha, França, Países Baixos, Reino Unido, Rússia e Suécia. REDIAL é uma plataforma de encontro cujo objetivo é contribuir para o desenvolvimento da comunicação, o apoio mútuo e o intercambio de informação entre pesquisadores, bliotecários e documentalistas que trabalham na área das humanidades e ciências sociais latino-americanas baseadas na Europa. REDIAL é uma associação europeia sem fins lucrativos, de carácter internacional e sob o amparo da legislação espanhola. A sua estrutura organizacional está formada por um comité executivo, composto pelos coordenadores nacionais elegidos pelas instituições sócias de cada país e uma assembléia geral de membros. 

## Publicações
Blog REDIAL & CEISAL Portal Americanista Europeo. Recolhe as novidades dos diferentes centros latino-americanistas europeus
Revista Anuario Americanista Europeu 2003-2014. Difunde os trabalhos de pesquisadores europeus sobre a América Latina. A revista é publicada em colaboração com os pesquisadores do Conselho Europeu de Pesquisas Sociais da América Latina (CEISAL). Três volumes da revistas já foram publicados e estão disponíveis para acesso (texto completo) no sítio electrónico de REDIAL.

## Membros Institucionais Europeus

### Alemanha
- GIGA Informationszentrum/ Fachbibliothek Lateinamerika (antes Institut für Iberoamerika-Kunde, IIK)
- Ibero-Amerikanisches Institut

### Espanha
- Biblioteca de Hegoa
- Biblioteca de la Casa de Colón
- Biblioteca de la Escuela de Estudios Hispano-Americanos. "Ots Capdequí"
- Biblioteca Hispánica. Agencia Española de Cooperación Internacional para el Desarrollo
- Biblioteca Nacional
- Casa de América
- Casa de Colón
- Centro de Documentación Canario-Americano
- Centro de Documentación de Casa Amèrica Catalunya
- Centro de Información Documental de Archivos
- Centro de Información y Documentación Marianella García Villas, Instituto de Estudios Políticos para América Latina y África
- Fundació CIDOB. Centro de Relaciones Internacionales y Cooperación Internacional
- Fundación Mapfre - Instituto de Cultura. Centro de Referencias
- Universidad Internacional de Andalucía. Biblioteca. Sede Iberoamericana “Santa María de La Rábida”
- Centro Andaluz de Estudios Iberoamericanos
- Centro de Ciencias Humanas y Sociales
- Institut Internacional de Governabilitat de Catalunya
- Instituto Interuniversitario de Iberoamérica

### França
- Bibliothèque de Documentation Internationale Contemporaine
- Cadist Amérique latine & Afrique lusophone de Bordeaux
- Centre de documentation sur l'Amérique Latine
- REGARDS Centro de Documentación UMR ADES CNRS. Burdeos-Pessac
- Institut des hautes études de l'Amérique latine

### Itália
- Associazione Culturale Italo-Spagnola
- Biblioteca del Centro di Studi Giuridici Latinoamericani
- Biblioteca del Instituto Italo-Latinoamericano
- Centro Studi Euro-Atlantici
- Istituto di Studi Latinoamericani

### Países Baixos
- CEDLA Library

### Reino Unido
- British Library, Hispanic and Latin American section

### Russia
- Biblioteca del Instituto de Latinoamérica de la Academia de Ciencias de Rusia
- Instituto de Latinoamérica de la Academia de Ciencias de Rusia

### Suécia
- Iberoamerikanska samlingen
- Latinamerika-Institutets bibliotek. Stockholms universitet

## História
Em 1988, atendendo a um convite proveniente do CNRS (Centre National de Recherche Scientifique) da França, vários latino-americanistas e centros de informação científica e instituições de pesquisa europeus se reuniram para a organização do simpósio “Os sistemas de informação em ciências sociais e humanas sobre a América Latina na Europa: balanço para uma cooperação européia” em celebração do 46º aniversário do Congresso Internacional de Americanistas ocorrido em Amsterdão.
No decorrer do simpósio se chegou ao acordo de se constituir uma rede europeia que tivesse como objetivo a investigação sobre os conteúdos do Simpósio, o que gerou a necessidade de se criar instrumentos coletivos de trabalho em matéria de documentação para o intercambio de informação produzida na Europa sobre a América Latina.
Com o objetivo de formalizar e levar à prática os acordos assumidos em Amsterdão, se celebrou no ano seguinte na sede do CISC em Madrid o “Encontro Europeu” mais conhecido como a “reunião de Madrid” (6 e 7 de Mar,co de 1989). 35 instituições de pesquisa e documentação europeias sobre a América Latina participaram do encontro. Se estabeleceu então um plano de ação que teria de ser levado a cabo por uma associação internacional que garantisse a continuidade dos trabalhos e desenvolvimento dos seus objetivos. Um comité coordenador foi instituído com carácter provisório que se comprometeu a elaborar um rascunho com os estatutos do que viria mais tarde ser a Rede Europeia de Documentação e Informação sobre a América Latina (REDIAL).
A assembleia constituinte da REDIAL ocorreu na França (Bordeaux-Talence e Saint Emilion) nos dias 30 de Novembro, 1 e 2 de Dezembro. Dentre os seus membros fundadores redial contou com 35 centros de pesquisa, bibliotecas, centros de documentação. ONGs e outras associações especializadas sobre a América Latina na Alemanha, Áustria, Bélgica, Espanha, França, Países Baixos e Reino Unido.

## Link
- REDIAL & CEISAL Portal Americanista Europeo